# Metaphycus aspidiotinorum
Metaphycus aspidiotinorum är en stekelart som beskrevs av Compere 1940. Metaphycus aspidiotinorum ingår i släktet Metaphycus och familjen sköldlussteklar.
Artens utbredningsområde är Peru. Inga underarter finns listade i Catalogue of Life.